# Pâncești (okręg Neamț)
Pâncești – wieś w Rumunii, w okręgu Neamț, w gminie Pâncești. W 2011 roku liczyła 634 mieszkańców.